# دانشگاه اندونزی
دانشگاه اندونزی (انگلیسی: University of Indonesia) دانشگاه دولتی مستقر در اندونزی است، که در سال ۱۸۴۹ تأسیس شد.

## رتبه بندی
در رتبه‌بندی مؤسسه تایمز در سال ۲۰۲۰ دانشگاه اندونزی رتبه ۸۰۰-۶۰۱ در بین دانشگاه‌های جهان از آن خود کرده است.

## دانشکده ها
دانشکده های دانشگاه اندونزی عبارتند از :
- دانشکده پزشکی
- دانشکده اقتصاد و بیزینس
- دانشکده حقوق
- دانشکده دندانپزشکی
- دانشکده مهندسی
- دانشکده علوم انسانی
- دانشکده روانشناسی
- دانشکده بهداشت عمومی
- دانشکده ریاضیات و علوم طبیعی
- دانشکده علوم سیاسی
- دانشکده علوم کامپیوتر
- دانشکده پرستاری
- دانشکده داروسازی